# 大森猛
大森 猛（おおもり たけし、1944年9月18日 -）は、日本の元・政治家。元・衆議院議員（通算2期）。元・神奈川県議会議員（通算1期）。現在、日本共産党南関東ブロック事務所長。

## 略歴
島根県安来市生まれ。大阪大学工学部構築学科中退。在学中に日本共産党に入党。村上弘衆議院議員の秘書を経て、病気により辞職した金山忍を継いだ1983年の神奈川県議会議員選挙(戸塚区選挙区
)に出馬し当選するも、2期目を目指した1987年の選挙で落選した。1989年、第16回参議院議員通常選挙に神奈川県選挙区から出馬するも落選。
1992年の第17回参議院議員通常選挙も落選する。1993年に行われた第40回衆議院議員総選挙に旧・神奈川4区から出馬するも落選。
1996年に行われた第41回衆議院議員総選挙に神奈川5区から出馬。新進党から出馬した田中慶秋に敗れるも比例復活により初当選を果たす。以後、2期連続比例復活当選。議員在任中は厚生労働委員会等に所属。
2003年の第43回衆議院議員総選挙では比例復活できず落選。2005年、第44回衆議院議員総選挙でも比例復活できず落選。
第45回衆議院議員総選挙での比例南関東ブロックからの単独出馬が内定していたが、2007年に辞退し国政引退を表明した。